# Шляхта

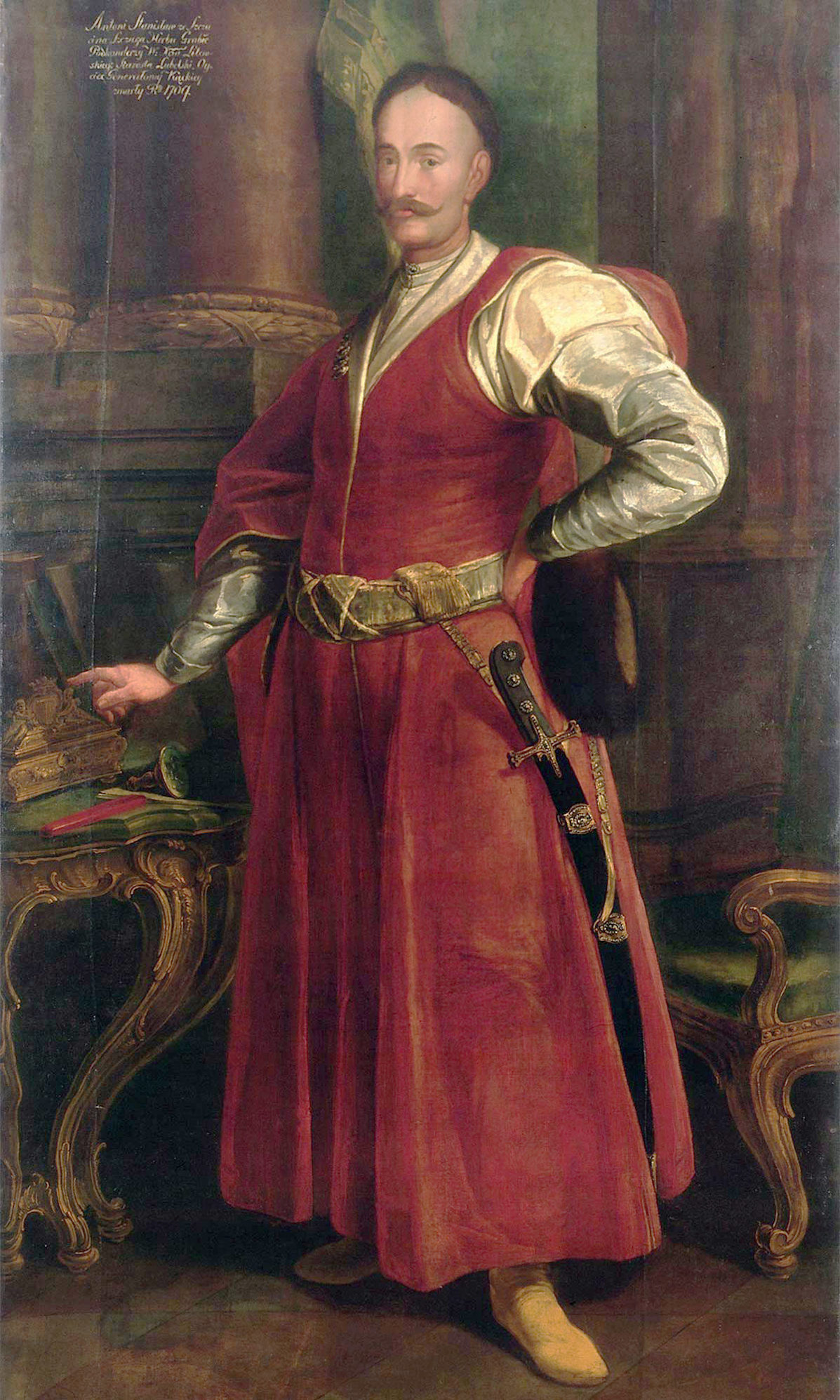
Станіслав-Антоній Щука (портрет, олія, автор невідомий). 1735—1740. Традиційний шляхецький стрій поч. XVIII ст: червоний кунтуш, підперезаний пасом кунтушовим; під ним — жупан з низьким коміром. Ліва рука тримає хутряну шапку з низькою каймою. Характерне волосся і вуса. При боці карабеля — станова ознака шляхтича, елемент культури сарматизму

Шля́хта — верства населення з дрібно-помісної аристократії. Це назва провідної верстви польського станового суспільства, яка відповідала давньому українському боярству та західно-європейському лицарству. Назва стосується привілейованого стану в Польщі, Литві, та на українських і білоруських землях, що входили у 14-18 століттях до складу Великого князівства Литовського або Речі Посполитої; деякі елементи шляхти мали місце в Гетьманщині, на окупованих українських землях у складі Російської імперії або Австрії, Угорщині та Молдавії. В аристократичній ієрархії шляхта зазвичай стоїть відразу за правителем і його кланом.

## Етимологія
Назву шляхта запозичено з чеськ. šlechta, яка походить від верхньонімецького Slacht (сучасне нім. Geschlecht) — рід, порода, стать, і використовується на позначення панівної верстви, яка виникла і сформувалася в Польщі в 13-14 століттях.

## Опис
Це привілейований стан у суспільствах доби середньовіччя та нового часу, у ширшому розумінні — військово-лицарський вищий клас або ж родова аристократія.
Шляхта виникла як верства дідичів (землевласників) — феодалів, що отримували свої маєтки на правах феода. Відтак права їхньої власності були обумовлені службою (зазвичай військовою) на користь сеньйора (звідси — поширені в деяких мовах позначення шляхти як «військового стану» — від лат. miles). Статус шляхтича був спадковим (навіть якщо він не успадковував при цьому земельну власність) — тож з часом сформувалося уявлення про шляхту як про стан, який об'єднує людей особливого — «шляхетного» («благородного», знатного) походження, що підкреслюють терміни, які використовуються для позначення шляхти в багатьох європейських мовах — англ. gentry, фр. noblesse, нім. Adel, чеськ. šlechta, пол. szlachta, лит. šlėkta. Хоча така апеляція до «багатьох європейських мов» при ігноруванні історії, що нібито є якійсь сентимент, повага та людські почуття до простих людей, є звичайною маніпуляцією.
В радянській літературі поруч із терміном «шляхта» як синонім використовували також запозичений з російської термін «дворянство», який спочатку підкреслював підневільний характер нижчої аристократичної верстви в Московській державі. Однак в українській мові ці терміни дещо відмінні шляхта — привілейований стан вільних людей Речі Посполитої у вигляді дрібних поміщиків в аристократичній ієрархії; тоді, як дворянин — це придворний аристократ у вузькому розумінні, і аристократ узагалі у абсолютній монархії, в широкому.

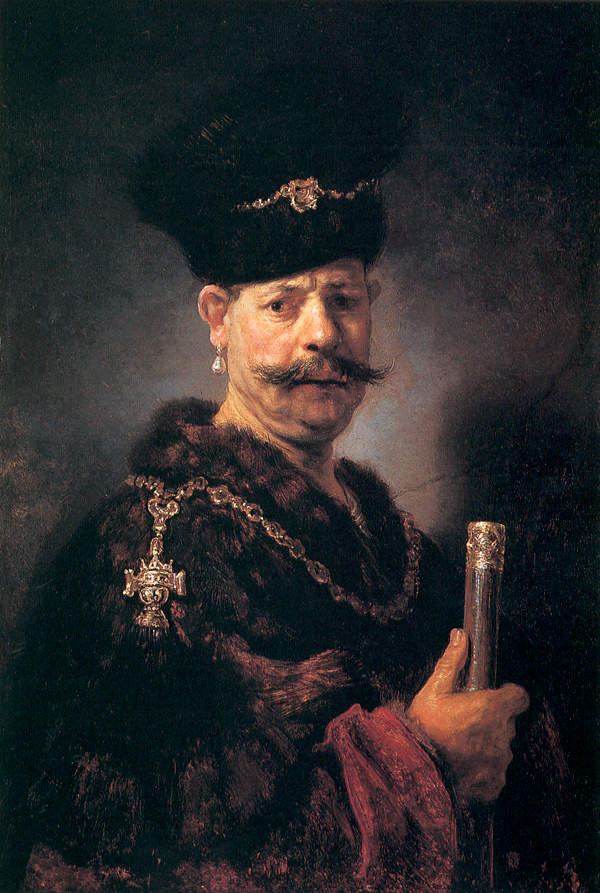
Польський шляхтич. Рембрандт, 1637 рік

Українських селян трактували як рабів ще в ХІХ столітті. Отже, шляхта — це привілейований стан вільних людей у Великому князівстві Литовському, Руському, Жематійському, Королівстві Польському (обидва після Люблінської унії утворили Річ Посполиту), а також у Війську Запорозькому.
Відтоки шляхти походять від привілеїв наданих між 1333 і 1370 років у Королівстві Польському королем Казимиром III Великим.:211 Після Городельської унії католицьке литовсько-руське боярство отримало права та герби польської шляхти:211, що викликало незадоволення православного боярства і призвело до громадянської війни. Незважаючи на поразку, православне боярство Віленським привілеєм все ж отримало ці права.
З приєднанням до корони Королівської Пруссії та Інфлянтів тамтешня аристократія також отримали права і свободи коронної шляхти. В той час як тривала соціальна та релігійна напруга на Русі призвела до Хмельниччини, яку деякі польські дослідники з політичних міркувань трактують як «громадянську війну», бо починалася вона із шляхетської суперечки і права шляхтича на власну війну. Насправді ж повстання охопило всі верстви населення Русі і переросло у війну визвольну, протягом якої значна кількість руської шляхти приєдналась до козаків і зіграла ключову роль в формуванні Гетьманщини. В угодах з коронним урядом та царем шляхта зберегла та закріпила своє панівне становище. А споріднившись з козацькими старшинами нешляхетського походження та шляхтою, що пізніше переселились на землі Війська Запорозького з Речі Посполитої, Валахії, Молдавії тощо, сформувала козацьке шляхетство.
З поділами Речі Посполитої та ліквідацією Війська Запорозького, шляхта почала втрачати свої юридичні привілеї та соціальний статус. Остаточно на землях колишньої Речі Посполитої шляхетські права були ліквідовані Декретом про знищення станів та статських чинів польською конституцією 1921 року.
Незважаючи на те, що насправді шляхтичі могли мати надзвичайно нерівний статус через багатство та політичний вплив, між елітами та рядовим шляхетством було дуже мало формальних відмінностей. Також на відміну від більшості інших країн, титули мали лише лічені роди.

## Історія
Свій початок шляхта бере від лицарства, яке посідало «ius militare» та право спадку «ius hereditarium» і вважалося шляхетним (nobilis). Як і раннє лицарство, шляхта була зобов'язана відбувати військову службу, за що уряд надавав їй різні привілеї шляхетські: звільнення від податків, незалежність від місцевої адміністрації тощо. Шляхта не була замкненою верствою і поповнювалася вихідцями з селянства, міщан і духовенства. Шляхта постійно збільшувала свою роль в державі, зміцнюючи станові права використанням сприятливих політичних і соціальних ситуацій. У боротьбі проти великих землевласників, які прагнули до феодальної роздрібненості, королі Польщі для утворення централізованої держави шукали допомоги у шляхти. Перший привілей для шляхти був прийнятий Людовиком Угорським у місті Буда в 1355 році.
Після сходження на польський престол угорського короля Людовика, шляхта отримала за свою допомогу від нього низку привілеїв. Король Людовик I Анжуйський надав їй т. зв. Кошицький привілей (1374 рік), яким за військову службу звільняв її від усіх повинностей, крім сплати поземельного податку по 2 гроші з лану, надавав їй фіскальний і судовий імунітет на землі, як також право на державні посади: воєвод, каштелянів, суддів, підкоморіїв тощо. Від цього часу шляхта поступово перетворювалася на окремий стан, що ставав спадковим і одностайним, мав включати як великих феодалів (панів, баронів), так і масу лицарів (rycerzy, milites) чи середніх і малих землевласників, які відрізнялися від решти населення правом мати власний герб. Згодом шляхта посилила свої впливи в місцевих сеймах, а Єдлінський привілей 1430 року гарантував їй особисту недоторканість. Скориставшись зі скрутного становища короля Казимира IV Яґеллончика у війні з Тевтонським орденом, шляхта здобула нові привілеї (Цереквіцький привілей), підтверджені Нешавським статутом (1454 рік), на основі якого за шляхтою закріплювалися законодавчі права: через шляхетські сейми вона брала участь у виданні законів, вирішувала питання про війну і мир, звільнялася від королівського суду. Цей статут скасував також виключне право магнатів на вищі державні посади й на обмеження прав міст. У 1496 році король Ян Ольбрахт статутом, даним м. Пьотркові (пол. Piotrków) узаконив прикріплення селян до землі, звільнив шляхту від оплати мита при завезенні закордонних товарів. Бояри в Галичині були зрівняні у правах з польською шляхтою, згодом частина з них була полонізована, інші перейшли на Волинь і Поділля, так що в 16 ст. в Галичині не стало боярських родів, збереглася при українстві тільки дрібна шляхта.

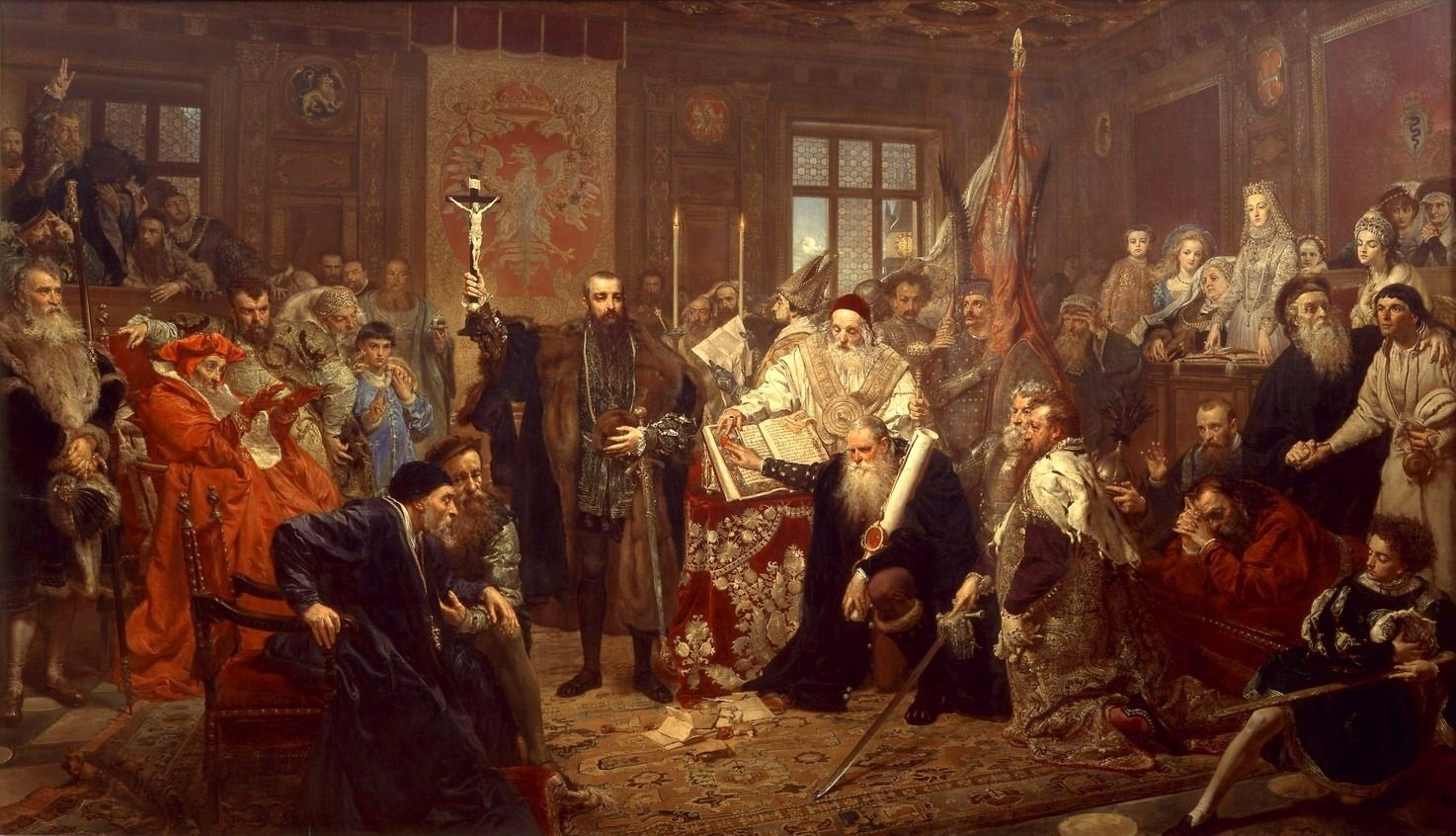
«Люблінська унія» (1569 рік). Картина Яна Матейка, 1869 рік

У XVI — XVIII століттях права шляхти у політичному житті Речі Посполитої набирають більшої ваги, а своєю конституційною боротьбою шляхта послаблює державний організм. У 1573 році король Генріх Валуа узаконив права шляхти брати участь у виборах короля та, надаючи їй поширеної влади, перетворив Польщу на шляхетську республіку (rzeczpospolita szlachecka). Встановлення закону «Liberum veto», за яким всі рішення сейму могли бути прийняті тільки при однозгідності всіх послів, було виявом найвищого розвитку суспільства того часу, і лише під ударами з-зовні наприкінці XVIII століття закінчилося поділами Польщі.

## Типи шляхти
Подібно іспанському дворянству відомі категорії шляхти: земельна та безземельна (пол. szlachta bezrolna albo szaraczkowa). Польські дослідники умовно вирізняють в середовищі шляхти XVI—XVIII століть групи:
- Титулована шляхта — князі, пани-магнати, пани, титуловані зем'яни;
- Нетитулована шляхта — зем'яни, заможні бояри;
- Шляхта одвічна (пол. szlachta odwieczna), шляхта родова, шляхта гербова, шляхта стародавня (старожитня, древня) — існувала до XIII—XV століть історичного періоду виникнення фіксування в писемних джерелах так, що монархи лише пізніше записували їх з часів заведеної практики вже як шляхтичів, що вирізняло її серед нових шляхтичів, які отримували пізніше документальну нобілітацію (з різницею у давності родоводів);
- Шляхта службова (пол. szlachta służebna, служила у маєтностях магнатів, церковних ієрархів чи заможної шляхти як керівники, економи тощо);
- Шляхта магнатська (пол. magnateria) — найбільш заможні та впливові родини, латифундисти; грали ключові ролі в державному управлінні, постійно були на засіданнях у сеймах. Офіційно жоден з яких не мав особливих прав чи привілеїв.
- Шляхта заможна (пол. szlachta zamożna) — володіла землею й селянами; були значними у соціально-політичній та господарській діяльності (пол. Sobie Pan).
- Шляхта фольварочна (пол. szlachta fołwarczna, провінційна — від «фольварок»); володіла одним або декількома фольварками та селянами у них;
- Шляхта чиншева (пол. szlachta czynszowa, провінційна — від чинш), не мала землі, орендувала землю на чиншевих умовах (оброк) і трудилася на ній. В останні два століття існування Речі Посполитої чиншева шляхта стала найбільш численною групою[16];
- Шляхта часткова, шляхта «долева» (пол. szlachta cząstkowa, провінційна — від «доля» або «частка»), володарі частин маєтків (маєтки подрібнювали на долі на продаж або для оренди), сумісно з сусідами використовували працю селян і матеріальні ресурси маєтку;
- Шляхта загродова (застінкова, заґродова, ходачкова, околична; пол. szlachta zaściankowa, szlachta okoliczna, szlachta zagrodowa, провінційна — від «застінок», провінційна — від «околиця») — дрібнопомісна шляхта, володіли присадибними господарствами, не мали селян, самі трудилися на своїй землі[17][18][19], утворювали цілі шляхетські поселення — так звані «застінки» (пол. zaścianki) або «околиці» (пол. okolice), відокремлюючи поселення від решти плебейського світу. Назва «околична шляхта» характерна для земель Великого князівства Литовського[20]. Шляхта ходачкова зазвичай не мала ні землі, ні підданих селян, і на прожиття заробляла службою у війську або при королівському чи магнатському дворі[21][22]. Сергій Єфремов писав, що ходачкова шляхта: «…од звичайного селянства одріжняється тільки шляхетною пихою та бундючністю»[23];
- Шляхта безземельна, «шляхетський плебс», «гербова голота» (пол. szlachta bezrolna, пол. holota, нижча шляхта, безземельна, не володіла селянами, наймалася працівниками як робітники, прислуга, йшли в жовніри та козаки);
- Шляхта «вулична» (пол. szlachta brukowa) — малочисельна група, що вела жебраче життя в містах й містечках;
- «Шляхта татарська» (нащадки тих, хто перейшов з татар на службу у підданство польській Короні).

## Українська шляхта
При перебуванні території сучасної України у складі Великого князівства Литовського і Руського і Речі Посполитої українська шляхта ідентифікувала себе як Руська шляхта.
Руська шляхта виступала на оборону Православної церкви на сеймах і сеймиках, при обранні кандидатів на єпископа львівського (5 квітня 1641 року), при обранні митрополита Київського і всієї Русі Сильвестра Косова (25. 2. 1647), в опрацюванні інструкції на варшавський вільний сейм послам від шляхти воєводства Волинського (13. 9. 1646). Серед лідерів української православної шляхти, що відзначилися в обороні православної віри були Л. Древинський, М. Кропивницький, Адам Кисіль, а серед церковно-культурних діячів: Єлисей Плетенецький, Балабани, Захарія Копистенський, Михайло Копистенський, Атанасій Кальнофойський, Стефан Яворський та ін. Багато вихідців з української шляхти відіграли визначну роль серед козацтва: Дмитро Вишневецький, Криштоф Косинський, Петро Конашевич-Сагайдачний, Михайло Хмельницький. Згідно з Михайлом Грушевським, шляхта «надавала тон ідеології, займаючи найбільш впливові, провідні позиції в козацькім війську, становлячи — його мозок».
Значна частина руської шляхти взяла участь у громадянській війні на боці гетьмана Богдана Хмельницького та включила себе в нове політичне життя, допомагаючи Хмельницькому творити козацьку державу. Тобто шляхтичі були як і українцями, так і поляками. Головну відмінність між ними становило віросповідання, а щодо способу життя, манери поведінки, одягу та озброєння, то тут відмінності могли залежати хіба що від місця проживання.
На початку революції шляхта втратила свої землі, але згодом дістала універсали, якими затверджувалися права на землі, за умови, що «захоче хто з шляхти з нами хліб їсти… та Військові Запорозькому послушний буде» (1649); тому Хмельницький наказував, «аби хлопи скрізь віддавали послушенство і підданство своїм панам». Новостворена покозачена шляхта, яка мала державний досвід, працюючи передше на посадах у Речі Посполитій, стала основою для українського державного апарату: дипломати, військові, писарі, судді. Серед керівників гетьманської держави Богдана Хмельницького були: Іван Виговський, Михайло Кричевський, Юрій Немирич, Станіслав Мрозовицький (М. Морозенко), Семен Височан, Данило Нечай, Григорій Гуляницький, Антін Жданович та ін. На початку у козацькому війську було 240 гербів, з них 26 старі, а остальні нові. У коз. реєстрі, укладеному за Зборівською угодою (1649), нараховувано 750 шляхетських родів і бл. 1 500 осіб (В. Липинський; А. Ролле нараховував 450 родів і 2 500 осіб). Є й інші реляції про шляхту в лавах війська Хмельницького: 7 000 (рукопис Чорторийських) чи 6 000 («Акты ЮЗР»). Хмельниччина стала кузнею української шляхти для багатьох сучасних родів. Вільні козаки ставали засновниками українських шляхетських родів. Наприклад, отримання шляхетства Павлом Тетерею типовий випадок тих часів.
Після Б. Хмельницького шляхта продовжувала відігравати певну ролю в гетьманській державі, однак вона не створила окремої провідної верстви. Натомість на Гетьманщині у 17 — 18 ст. постало Значне військове товариство, що складалося з колишніх реєстрових козаків, колишніх українських шляхтичів і заслужених козаків. Правне становище Значного військового товариства нагадувало статус шляхти, його члени були зобов'язані виконувати військові і адміністративні доручення, нести військову службу. Вони мали привілей володіти населеними маєтностями, брати участь у старшинських радах і в державному законодавстві. Товариші підлягали вищим інстанціям козацького судочинства, у 1763 році був відновлений шляхетський суд. З XVIII століття виявилася тенденція серед Значного військового товариства перетворитися на замкнену і спадкову станову групу, однак з ліквідацією автономії Гетьманщини в 1780-х років. Товариство ліквідовано, а частину його членів зараховано до російського дворянства. У кодексі «Права, по которым судится малороссійскій народ» (1743) визначено шляхетський стан в Україні, приналежними до якого вважали тих, що походили від предків шляхтичів, через народження чи отримання шляхетства за польської влади. До шляхти прирівнювано людей «козацького стану», себто козаків, записаних у реєстри.
Як опір проти шляхетсько-маґнатського панування на Правобережній Україні під Польщею виник у XVIII столітті рух українського селянства — Гайдамаччина, який набрав найбільших розмірів 1768 за т. зв. Коліївщини, коли повсталі селяни-кріпаки винищили тисячі шляхтичів, євреїв, греко-католиків.

### Шляхта на українських землях під владою Російської імперії
Частина шляхти, що переходила на службу до Московії (Чернігівська, Стародубська, Рильська, Смоленська та інш.) підтверджувала свої привілеї ще з 17 ст.
Після поділів Речі Посполитої наприкінці 18 ст. Правобережна Україна (Київщина, Волинь, Поділля) увійшла до складу Російської імперії. Місцеву шляхту зрівняно в правах з російським дворянством, а привілеї шляхетські були обмежені розпорядженнями царського уряду. До 1825 польські магнати і шляхта лишалися панівною верствою, яка спромоглася на значні здобутки в культурно-освітній царині (Волинський ліцей тощо).
Велика частина польського населення Київщини, Волині й Поділля, яке на 1840 рік становило 410 000 осіб (українців-кріпаків було тоді 4 283 000, євреїв 458 000), належала до шляхти, частина якої прибула сюди на поч. 18 ст., зміцнюючи польську колонізацію. Польська група поділялася на нечисленних маґнатів, шляхтичів («земянство», середні і дрібні дідичі) і велику групу чиншової (ходачкової або веретяної) шляхти, яка жила на маґнатських землях і сплачувала чинш. Останні творили кадри адміністраторів маєтків, економів. Назагал маґнати ставилися льояльно до Російської імперії, зате дрібна шляхта прагнула реставрувати Польщу, якою вона була перед поділами.
Після польського повстання 1830—1831 років російська політика щодо шляхти змінилася. Учасників повстання, бл. 10 тис. засуджено, а їх маєтки конфісковано. Проект заслання шляхти на Кавказ був реалізований тільки в малій мірі. Найбільшим ударом по польській шляхті на Правобережній Україні була верифікація шляхетства, перевірка документів про шляхетський стан, засіб, яким російський уряд вирішив ліквідувати шляхетство як чужий організм у російській системі. Жертвами цієї перевірки, що тривала 20 років (1832—1852), при визначній участі генерал-губернатора Д. Бібікова, стала дрібна, бідна, переважно мало- чи безземельна шляхта. Спочатку перевірку робили місцеві шляхетські збори, згодом її передано до російської Ревізійної комісії у Києві. Внаслідок верифікації позбавлено шляхетства 340 000 осіб, за періодами: 1832-33 — 72140, 1834-39 — 93 140, 1840-46 — 160 000 і 1846-53 — 15 000. Декласовану шляхту переведено в категорію однодвірців, державних селян, які були зобов'язані платити податки й відбувати військову службу; їх позбавлено доступу до шкільництва та шляхетського судівництва. Після 1866 року вони були зрівняні з селянами. Бюрократичними й поліцейськими методами російському урядові вдалося дійти до ліквідації великої частини цієї соціальної групи. Більшість декласованої шляхти, живучи поруч з українським селянством, українізувалася.
Після верифікації легалізували своє шляхетське походження 70 000 шляхтичів (бл. 17 500 родин) — великі і середні землевласники (szlachta ziemiańska), які володіли близько З-ма мільйонами українських кріпаків. Приблизно 200 шляхетських родин мали кожна понад 1000 кріпаків (разом 568 000), інші мали по кількасот, ще інші мали землю, яку обробляли самі. Один граф В. Браніцький мав 130 000 кріпаків-чоловіків або подвійне число з жінками. Значна частина леґалізованої шляхти йшла на компроміс з російським урядом, відрікалася покривджених своїх земляків, пасивно ставилася до революційних рухів. Згодом і вона зазнала спроб інтеграції у російське суспільство. Спочатку представники шляхти брали участь у політичному житті через «шляхетські збори», 1835 року було 2 700 своєрідних послів (szlachta wyborowa), зобов'язаних до лояльности царській владі, яких намагалися перетворити на своєрідних чиновників. Знесенням «Литовського статуту» 1840 року скасовано шляхетське судівництво, замість якого запроваджувалося загальноросійське. Спроби русифікації шляхти роблено в освітній царині створенням «закритих пансіонатів», конфісковано 61 католицький монастир (на всього 86), а указ 1852 року вимагав, щоб землевласники з шляхти висилали своїх синів до військової служби.
Гідна уваги поява наприкінці 1850-х pp. групи молоді зі спольщеної української шляхти — хлопоманів (див. Хлопоманство), які поривали зі шляхетством й хотіли працювати для українського народу. Цей рух очолив В. Антонович, який у декларації «Моя исповедь» («Основа», ч. 1, 1862) відкидав «шляхетський порядок … противний духові нашого народу…».
Після польського повстання 1863, в якому частина шляхти знову брала участь, прийшли переслідування і подальші обмеження шляхти у політичному, громадському, культурному житті. На грані 19 — 20 ст. серед полонізованої шляхти сформувалася група «українців польської культури» на чолі з В'ячеславом Липинським, яка працювала над поверненням полонізованої шляхти до українства, однак не на подобу хлопоманів, а без утрати прикмет своєї класової приналежности. Становище шляхти на Правобережній Україні не мінялося до революції 1917 року. Відгомін польського намагання повернутися до попереднього панування знайшов вияв у 6 параграфі Варшавського договору, яким Польща домагалася спеціальних прав для «землевласників польської національності в Україні», але той договір був унедійснений радянською окупацією.

### Шляхта на українських землях під владою Габсбургів
На українських землях під Австрією шляхта була зрівняна у правах з австрійською. Спершу реформи Йосифа II обмежували права польської шляхти, але після його смерті (1790 рік) вона опанувала адміністративний апарат, маючи вплив на австрійських вищих урядовців. Вплив польської шляхти ще більше зріс за намісника Галичини графа Аґенора Ромуальда Ґолуховського (1849—1875, з перервами), коли, крім панування в адміністрації й освіті, шляхта і маґнати мали перевагу у земельній власності, посідаючи великі латифундії. У відновленій після 1918 року Польщі і на окупованих нею українських землях щойно конституція 1921 року знесла шляхетський стан, однак і між обома світовими війнами «земянство» шляхетського походження мало ще свої впливи у політичному і господарському житті.

### Шляхта на Буковині
Провідною верствою на Буковині за княжої доби були бояри, які продовжували бути привілейованим станом і за періоду Молдавського князівства. Боярський стан був забов'язаний до військової служби, бояри були дружинниками господаря, вони виконували також адміністративні і судові функції. За службу вони отримували від господаря землі разом з осілими на них селянами. З боярського стану рекрутувалася центральна державна адміністрація. Бояри, які втратили державні функції, переходили в категорію мазилів. Дрібна шляхта — т. зв. резиші, охороняла кордони і становила посередню верству між шляхтою і вільними селянами. З часом українська шляхта — бояри на Буковині асимілювалися з молдовсько-румунською шляхетською верствою, румунізувалися. За австрійської влади (з 1774 року) адміністративний апарат на Буковині був у руках румунського боярства. Румунська шляхта протестувала проти приєднання Буковини до Галичини (1786); цісарський патент 14 березня 1787 року зрівняв шляхетський стан Буковини з галицьким; це також потвердив 1817 статут галицької шляхти. Навіть після введення конституційної монархії (1848), завдяки поміщицько-куріяльній виборчій системі, румунська шляхта мала великі впливи в управлінні краєм.

### Шляхта на Закарпатті
Після татарського набігу 1241 року на Закарпатті будувалися оборонні замки й творилися маґнатські латифундії, переважно з угорської шляхти. Українці становили меншість серед пануючої феодальної верстви. Визначив себе князь Ф. Коріятович з зукраїнщеного литовського роду, який з 1393 року став паном Мукачівської домінії. Українці становили переважно дрібну шляхту, яка часто бунтувалася проти маґнатів-феодалів (1514 рік). Угорська шляхта на Закарпатті стояла в опозиції до австрійського централізму, вона чинила опір ліберальним заходам Відня, і селянське підданство тривало на Закарпатті до[1848 року. Угорська шляхта продовжувала мати вплив на політико-суспільне життя Закарпаття до XX століття.